# Polscy łyżwiarze figurowi na Igrzyskach Dobrej Woli
Polscy łyżwiarze figurowi na Igrzyskach Dobrej Woli – występy reprezentantów Polski na igrzyskach dobrej woli w zawodach łyżwiarstwa figurowego.
| Złoto | Srebro | Brąz | Razem |
| ----- | ------ | ---- | ----- |
| 0     | 1      | 1    | 2     |

## Wyniki
| Rok                             | Miejsce   | Soliści                 | Solistki         | Pary sportowe                      | Pary taneczne | W     |
| ------------------------------- | --------- | ----------------------- | ---------------- | ---------------------------------- | ------------- | ----- |
| 1990                            | Seattle   | 8 – Grzegorz Filipowski | DNS              | DNS                                | DNS           | [ 1 ] |
| Polacy nie startowali w 1994 r. |           |                         |                  |                                    |               |       |
| 1998                            | Uniondale | DNS                     | 8 – Anna Rechnio | – Dorota Zagórska / Mariusz Siudek | DNS           | [ 2 ] |
| 2001                            | Brisbane  | DNS                     | DNS              | – Dorota Zagórska / Mariusz Siudek | DNS           | [ 3 ] |